# 熊野三党
熊野三党（くまのさんとう）は、紀伊国熊野地方に強い勢力をもった豪族である榎本氏・宇井氏・穂積氏（藤白鈴木氏）の三氏。熊野速玉大社の神職を世襲し、八咫烏の神紋を用いた。

## 出自

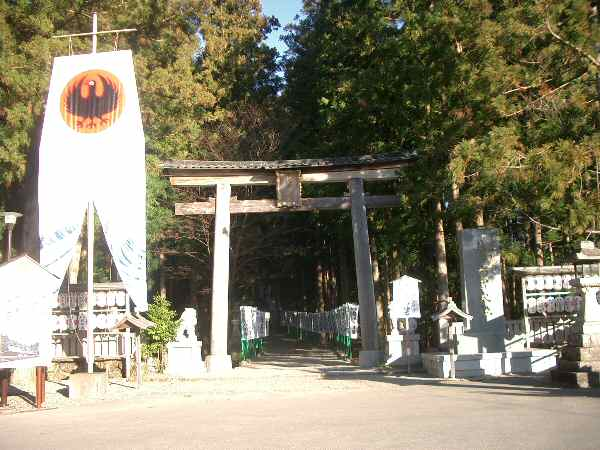
熊野本宮大社の鳥居の横に掲げられた八咫烏の旗

藤白鈴木氏は穂積臣、榎本氏は榎本連、宇井氏は丸子連を本姓とする。しかし、三氏すべてが穂積氏の出とする説もある。一方、『熊野権現縁起』によると、熊野三党の祖は高倉下命とし、孝昭天皇のとき熊野神に対して、長男は十二本の榎を奉り榎本の姓を、次男は丸い小餅を捧げ丸子（宇井）の姓を、三男は稲穂を奉納して穂積（鈴木）の姓を賜ったと伝わる。また、『寛政重修諸家譜』によれば、漢司符将軍・雅行（『寛政重修諸家譜』では、渡来人や欝色雄命と混同されている）の子に榎本真俊・宇井基成・鈴木基行がおり、基行の20代子孫の鈴木真勝らが、桓武天皇の御世に孔子・高丸・体意という夷狄を討伐したという。
神紋に用いられる八咫烏の三本足は熊野三党の威を表したものであるとも云われる。

## 歴史
熊野三党は、熊野速玉大社の神職を代々務めた。『熊野年代記』には「弘仁元庚寅三月、宇井榎本鈴木熊野悪鬼多討」の記事があり、弘仁年間に熊野の山党が現在の新宮市に高丸城を築いたが、榎木・宇井・鈴木の熊野三党連合軍に滅ぼされたとされる（南蛮の乱）。